# Mark Nicholson

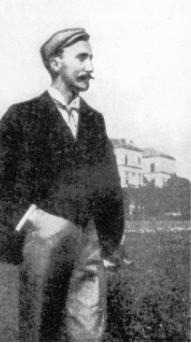
M. D. Nicholson, 1902

Magnus Douglas „Mark“ Nicholson (* 6. März 1871 in Oakengates, Shropshire, England; † 3. Juli 1941 in Oswestry, Shropshire, England) war ein englischer Fußballspieler und -trainer des ausgehenden 19. Jahrhunderts und einer der wichtigsten Wegbereiter des Fußballsports in Österreich zu Anfang des 20. Jahrhunderts. Dort trat er ausschließlich als M.D. Nicholson (managing director) auf und war unter anderem erster Präsident des 1900 gegründeten ersten österreichischen Fußballverbandes.

## Biographie
Mark Nicholson begann im April 1889 im Alter von 18 Jahren seine fußballerische Laufbahn als Spieler bei Oswestry Town. Im Mai 1891 unterschrieb er einen Profivertrag bei West Bromwich Albion. Sein erstes Ligaspiel bestritt er im September 1891 gegen den FC Everton, und er wurde in den nächsten drei Jahren zu einer wichtigen Stütze der Abwehr seines Vereins, für den er insgesamt 67 Bewerbsspiele absolvierte. Seinen Karrierehöhepunkt als Aktiver erlebte er mit dem Gewinn des FA Cup am 19. März 1892 vor 32.810 Zuschauern im Kennington Oval mit einem 3:0-Sieg gegen Aston Villa, bei dem er auch aufgeboten wurde. Er verließ den Verein, um eine Stelle als stellvertretender Direktor einer Schule in Bedford anzunehmen, und setzte seine Karriere beim nahe gelegenen Luton Town fort.
Nach einem Aufenthalt in Marseille wurde der Engländer 1897 von seinem damaligen Arbeitgeber, dem internationalen Reisebüro Thomas Cook and Son, das gerade eine Filiale in Wien etabliert hatte, als Büroleiter an die Donau versetzt. Der First Vienna FC war zu der Zeit noch immer ein vorwiegend englischer Verein und so spielte Nicholson bald für den ältesten Fußballverein Österreichs. Der Brite sollte für die weitere organisatorische und technische Entwicklung des Fußballsports in Österreich schicksalhafte Bedeutung haben. Nicholson, ein klassischer Gentleman, war eine Ausnahmeerscheinung im österreichischen Fußball, dem innerhalb kurzer Zeit alle Türen offen standen. Er war nicht nur der mit Abstand beste Fußballer im Wien der damaligen Zeit und als absoluter Star der Kassenmagnet seines Vereins; er übernahm alsbald auch Agenden als Organisator und Funktionär bei der Vienna.
Bei seinem ersten Antreten als Fußballspieler am 15. November 1897 im Derby gegen den Vienna Cricket and Football-Club war er auch von dem damals gefürchteten Iren William Flavin, den die Cricketer auf ihn angesetzt hatten, nicht zu stoppen. Aufgrund seiner Technik und Wendigkeit ließ er seinen Gegenspieler öfter ins Leere laufen, sodass dieser dabei sogar mehrmals stürzte und sich im weiteren Verlauf bei Attacken gegen Nicholson entnervt zurückhielt. Der gelernte Verteidiger avancierte in Österreich aber auch zum Torjäger. Aus etwa 40 Meter Entfernung schoss er in diesem Spiel so scharf auf das Tor der Cricketer, dass nur wenige den Schuss verfolgen konnten. Der Referee versagte dem Treffer die Anerkennung, worauf ein wilder Streit der Vienna-Spieler mit dem Schiedsrichter ausbrach. Nicholson hingegen nahm die Entscheidung des Unparteiischen mit Gelassenheit hin, stellte nach dem Spiel aber sofort einen Antrag auf Einführung von Tornetzen, wie dies in seiner Heimat bereits seit 1891 üblich war.

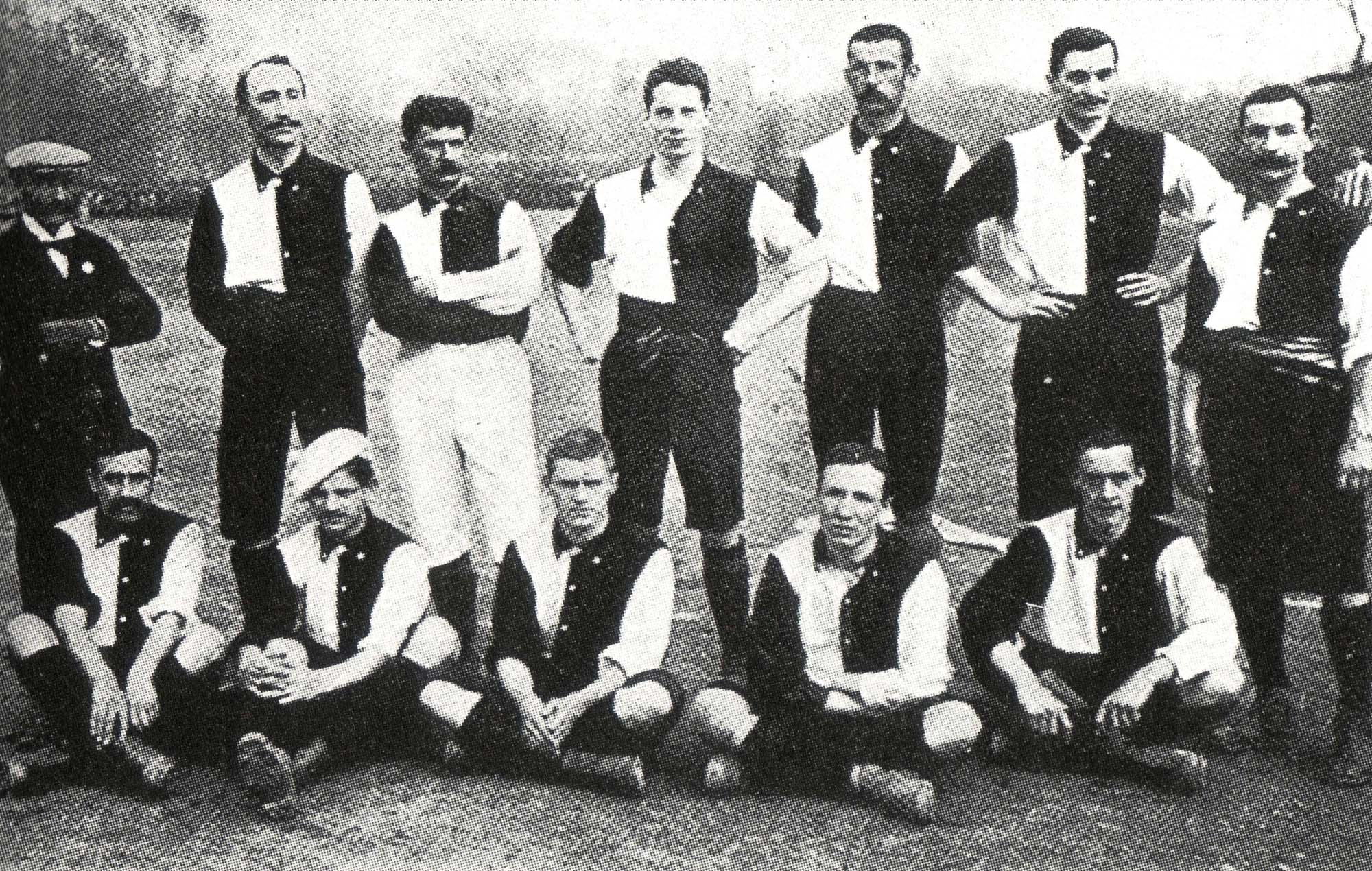
Mark Nicholson (stehend 2. v. l.) als Mitglied einer Wiener Auswahlmannschaft von 1899

In den folgenden Jahren reformierte er nicht nur das Training und die Spielgestaltung der Döblinger, er setzte sich auch für die Organisation des gesamten Fußballspiels in Österreich ein. 1898 organisierte Nicholson das Comité zur Veranstaltung von Fußball-Wettspielen. Diesem, als Vorgänger des ersten Fußballverbandes angesehenen, Komitee gehörten neben Nicholson selbst noch die Herren H. W. Gandon (Cricket), Joli (Vienna), Heinrich Strehblow (Wiener AC), Rosenfeld (Wiener FC 1898), M. D. Albala (Viktoria), Skalitzky (Vindobona) und Hawelka (Rasenclub Austria) an. Eine der ersten Aktivitäten dieses Komitees war die Verpflichtung der Fußballmannschaft der Oxford University zu zwei Gastspielen in Wien für das Jahr 1899. Nicholson trat dabei in der zweiten Begegnung der Wiener Auswahlmannschaft gegen Oxford als Verteidiger an, verlor jedoch mit seiner vorwiegend aus in Österreich tätigen Engländern bestehenden Mannschaft gegen die Briten mit 0:13.
Am 4. Jänner 1900 schloss sich dieses als Interessenvertretung aller Vereine gegründete Comité zur Österreichischen Fußball-Union zusammen. Bis zu seiner Rückkehr nach England im Oktober 1900 übte Nicholson selbst das Amt des ersten Präsidenten aus. Die Union, die für einen geregelten Spielbetrieb und organisierte Meisterschaften sorgen sollte, löste sich jedoch bereits 1904 aufgrund ihrer Ohnmacht gegenüber den Vereinen, vor allem der First Vienna und den Vienna Cricketern, wieder auf und fand ihren Nachfolger im von diesen beiden Vereinen gegründeten Österreichischen Fußballverband, dem Vorgänger des heutigen ÖFB.
Im letzten Spiel für die Vienna, einem Freundschaftsspiel gegen den FC Zürich, hütete Nicholson sogar das Tor und war so mitverantwortlich für einen grandiosen 4:0-Erfolg der Wiener. Als Nicholson Wien wieder verließ, schied er als österreichischer Fußballpionier und erster Ehrenkapitän der Vienna auf Lebenszeit. Er war danach für seinen Arbeitgeber in Hamburg und Ägypten sowie für viele Jahre in Paris tätig. Nach seiner Rückkehr in die Heimat leitete er einen Industriebetrieb.
Nach eigener Erinnerung war Nicholson nach seiner Wiener Zeit nicht mehr als Fußballspieler aktiv, wohl aber in Hamburg als Schiedsrichter und später in Paris als Cricketer. In dieser Sportart habe er Frankreich gegen Belgien repräsentiert.

Wappen des SC Nicholson

1914 gründete sich in Erinnerung an den Engländer sogar ein Wiener Fußballverein in den Klubfarben Blau-Gelb mit dem Namen SC Nicholson, aus dem 1933 der FC Wien, Vizemeister von 1942, wurde. Auf die Gründung des Vereins reagierte Nicholson mit einem Brief an den Verein, in dem er die weitere Entwicklung des Fußballs in Österreich-Ungarn begrüßt, seine Wehmut über die Erinnerung an die „herrlichen drei Jahre […] in Wien“ und die Hoffnung auf einen Besuch Österreichs und des Vereins äußert.

## Stationen
- 1889–1891: Oswestry Town (Spieler)
- 1891–1894: West Bromwich Albion (Spieler)
- 1894–1897: Luton Town (Spieler)
- 1897–1900: First Vienna FC (Spieler, später auch Spielertrainer)

## Erfolge
- FA Cup: Sieger 1891/92 (West Bromwich Albion; als Spieler)
- Challenge-Cup: Sieger 1898/99, 1899/1900, Halbfinale 1896/97 (Vienna; als Spieler und Trainer)